# Пікнік-Пойнт (Вашингтон)
Пікнік-Пойнт (англ. Picnic Point) — переписна місцевість (CDP) в США, в окрузі Сногоміш штату Вашингтон. Населення — 9768 осіб (2020).

## Географія
Пікнік-Пойнт розташований за координатами 47°52′35″ пн. ш. 122°18′30″ зх. д. / 47.87639° пн. ш. 122.30833° зх. д. (47.876453, -122.308290).  За даними Бюро перепису населення США в 2010 році переписна місцевість мала площу 8,04 км², з яких 7,86 км² — суходіл та 0,17 км² — водойми.

## Демографія
Згідно з переписом 2010 року, у переписній місцевості мешкало 8809 осіб у 3160 домогосподарствах у складі 2400 родин. Густота населення становила 1096 осіб/км².  Було 3300 помешкань (411/км²).
Расовий склад населення:
| - 75,9 % — білих - 13,4 % — азіатів - 2,5 % — чорних або афроамериканців - 1,0 % — корінних американців - 0,3 % — вихідців з тихоокеанських островів - 1,8 % — осіб інших рас |

До двох чи більше рас належало 5,2 %. Частка іспаномовних становила 5,7 % від усіх жителів.
За віковим діапазоном населення розподілялося таким чином: 24,0 % — особи молодші 18 років, 66,3 % — особи у віці 18—64 років, 9,7 % — особи у віці 65 років та старші. Медіана віку мешканця становила 39,9 року. На 100 осіб жіночої статі у переписній місцевості припадало 99,2 чоловіків;  на 100 жінок у віці від 18 років та старших — 98,4 чоловіків також старших 18 років.
Середній дохід на одне домашнє господарство  становив 115 341 долар США (медіана — 91 805), а середній дохід на одну сім'ю — 122 041 долар (медіана — 101 858). Медіана доходів становила 67 337 доларів для чоловіків та 50 481 долар для жінок. За межею бідності перебувало 5,6 % осіб, у тому числі 7,8 % дітей у віці до 18 років та 3,5 % осіб у віці 65 років та старших.
Цивільне працевлаштоване населення становило 4802 особи. Основні галузі зайнятості: виробництво — 19,2 %, освіта, охорона здоров'я та соціальна допомога — 17,3 %, науковці, спеціалісти, менеджери — 9,9 %, роздрібна торгівля — 9,3 %.